# Jennifer Tee
Jennifer Tee (Arnhem, 1973) is een in Nederland geboren multi-disciplinaire kunstenaar van Engels-Indonesische afkomst. Ze creëert onder andere beeldende sculpturen, installaties, video's, optredens en omgevingen. Ze is meerdere malen bekroond voor haar werk dat geëxposeerd is in onder andere London, Zürich, Sydney en Amsterdam.

## Biografie
Tee's vader werd geboren in China, verhuisde naar Indonesië kwam naar Nederland toen hij 9 was. Hij zette een huisartsenpraktijk op in Arnhem. Tee's moeder is half Engels, half Nederlands.
Tee studeerde in 1998 af aan de Rietveld Academie en deed daarna de Rijksakademie. Haar werk bestaat voornamelijk uit sculpturen, installaties en performance, doordrongen van referenties. Tee werkt aan tentoonstellingen in binnen- en buitenland maar werkt soms ook in opdracht.

### Onderwijs en residenties
- 1995-1998	Gerrit Rietveld Academy of Art and Design, Amsterdam (NL); St. Joost, Academy of Fine Arts and Design, Breda (NL)
- 1998-1999	Sandberg Institute (MFA), Amsterdam (NL)
- 2000-2001	Rijksakademie van Beeldende Kunsten, Amsterdam (NL)
- 2003		C.E.A.C., Xiamen, (CN)
- 2006		Artspace, Sydney, (AU)
- 2009		H.V.C.C.A., Peekskill (US)
- 2012		I.S.C.P. International Studio and Curatorial Program, NY (US)[5]

## Werk
Een belangrijk thema in het werk van Tee is de 'tussenstaat', die zij Limbo noemt. De tussenstaat is een metafoor voor een plek die zicht bevindt tussen het hier, het nu en dat wat mogelijk is. Ambachtelijk werk is erg belangrijk voor haar en ze werkt regelmatig samen met andere kunstenaars.
Jennifer Tee debuteerde met haar eerste solovoorstelling in het najaar van 1999 bij Bureau Amsterdam, genaamd 'Down The Chimney'. In deze tentoonstelling figureerden ook haar ouders en haar zusje. Tee creëerde een scenario van banden met geluidsopnames van de stemmen van haar familie en legt op die manier iets persoonlijks bloot.
In 2015 won Tee de Cobra Art Prize Amstelveen, een prijs die wordt uitgereikt aan kunstenaars die de zogenoemde CoBrA mentaliteit voortzetten in het heden in de toekomst door te experimenteren, interdisciplinair te werken en radicaliteit toe te passen. Onderdeel van deze prijs was een solotentoonstelling in het Cobra Museum te Amstelveen en hieruit kwam het eerste museale overzicht van Tee's werk voort. In deze tentoonstelling, genaamd 'The Soul in Limbo', werd aan de hand van de thema's taal, choreografie en occult geometry teruggekeken op de ontwikkelingen in Tee's werk van de voorgaande tien jaar. Ook werd vooruitgeblikt op de toekomst. De naam van de tentoonstelling is ontleend aan de roman van André Beton. Het geëxposeerde werk in deze tentoonstelling gaat van sculpturen tot keramiek en van vloerkleden tot aan performances.

### Solotentoonstellingen
- 1996	The Space Between (us) & Bring in the bacon, performance, Rietveldpaviljoen, Amsterdam (NL)
- 1999  Hanging Around, Down the Chimney (Aernout Mik, Lisa May Post, Jennifer Tee), BQ, Cologne (DE)
- 1999 	Down The Chimney, Stedelijk Museum Bureau, Amsterdam (NL)
- 2001	In Air I Presume. The Non-Logical Hunt for Toverknal, Stedelijk Museum Het Domein, Sittard (NL)
- 2002  Fresh and Upcoming, presentation and performance at Frankfurter Kunstverein, Frankfurt (DE)
- 2002	Chinese European Art Center , Xiamen, (CN)
- 2003  Art Basel Miami Beach 2003 (Art Positions), Miami Beach, Florida (US)
- 2003  Neverland, Museum voor Moderne Kunst, Arnhem (NL)
- 2003  Ultraviolet. Ripeness of Event, Galerie Fons Welters, Amsterdam (NL)
- 2003 	Nameless Swirls, an Unfolding in Presence, Van Abbemuseum, Eindhoven (NL)
- 2004 	E*V*O*L*E*YE-LAND*S-END, An Outburst of Passion in Limbo, São Paulo Biennial (BR)
- 2005 	The Gift (with Jonas Ohlsson), Art Space, Sydney (AU)
- 2006 	An Outburst of P*a*s*s*i*o*n in Limbo, Galleria Klerkx, Milan (IT)
- 2007	Jennifer Tee, SAFN Contemporary Art Collection, Reykjavik (IS)
- 2009	Complex Interior, Trance-lucent Concrete, Galerie Fons Welters, Amsterdam (NL)
- 2010	Local Myths, Eastside Projects, Birmingham (UK)
- 2011	Gridding Sentences, performance, Stedelijk Museum Amsterdam (NL)
- 2013	Practical Magic, Project Arts Center, Dublin, Ireland (UK)
- 2014	Heart Ferment, Galerie Fons Welters, Amsterdam (NL)
- 2014	Occult Geometry, Signal at Kunsthal Charlottenborg, Copenhagen (DK)
- 2015	Jennifer Tee: The Soul in Limbo, Cobra Museum of Modern Art, Amstelveen (NL)
- 2016	Pavillon of Reflections, Manifesta 11, Zürich (CH)
- 2017	Tulip Palepai, navigating the River of the World, Rijksmuseum, Amsterdam (NL)
- 2017  Camden Arts Centre, London (UK)
- 2019  Falling Feathers, Keramiekmuseum Princessehof, Leeuwarden (NL)[5]

### Commissies
- 2005	    Beatrix Postkantoor, met Gabriel Lester en Richard Niessen, SKOR, Zorgcentrum Beatrix, Culemborg
- 2006	    Skyline Zuid Oost, met Richard Niessen, Raadszaal Stadsdeelkantoor Zuid Oost, Amsterdam
- 2006	    The State of Limbo / The Teargarden, ABN AMRO, Amsterdam
- 2007	    De niet-zichtbare wereld/ built on dreams, met Jonas Ohlsson, SKOR wintertuin, Kennemergasthuis, Haarlem
- 2007-2008 Oeverloos verlangen/ The inexhaustible fullness of life, net Richard Niessen en Joost Vermeulen, Gershwinplein, Zuidas, Amsterdam
- 2009	    Cater-Pillar, met Jonas Ohlsson, Het Dolhuys, museum van de psychiatrie, Haarlem
- 2009      Totem today, een zuilengang in Amsterdam-Zuidoost
- 2010	    Ceremonial Wandering, artistic master plan Minerva-as, met Richard Niessen en Joost Vermeulen, Zuidas, Virtueel Museum, Amsterdam
- 2014	    “Bits of the world blow toward him and come apart on the wind,” The Marque, publiekskunst, Cambridge (UK)
- 2014 	     Poppies & Roses, public art commission for Arnolfini, Bristol (UK)
- 2013-heden Tulpen palepai, Metrohal, Centraal Station Amsterdam (NL)
- 2016-2018  Cultural Threads, Textielmuseum, Tilburg (NL)[5]

## Prijzen
- 1998	GRA-award for fine arts, Gerrit Rietveld Academy
- 1999	Prix de Rome (theater/beeldende kunst), derde plek
- 2000	Uriot-prijs, Rijksakademie van Beeldende Kunsten
- 2001	Uriot-prijs, Rijksakademie van Beeldende Kunsten
- 2003	Prix Nouvelles Images
- 2015	Cobra Art Prize Amstelveen[5]
- 2020 Amsterdamprijs voor de Kunst[10]